# Ty Walker
Ty Walker (ur. 3 marca 1997 w Smithtown) – amerykańska snowboardzistka specjalizująca się w slopestyle'u i big air. W 2014 roku wystartowała na igrzyskach olimpijskich w Soczi, gdzie zajęła 14. miejsce w debiutującym w programie olimpijskim slopestyle'u. Była też między innymi piąta na mistrzostwach świata w Stoneham w 2013 roku. Najlepsze wyniki w Pucharze Świata osiągnęła w sezonie 2014/2015, kiedy to zajęła piąte miejsce w klasyfikacji generalnej (AFU), a w klasyfikacji big air była druga.

## Osiągnięcia

### Igrzyska olimpijskie
| Miejsce | Dzień    | Rok  | Miejscowość | Konkurencja | Zwycięzca      |
| ------- | -------- | ---- | ----------- | ----------- | -------------- |
| 14.     | 9 lutego | 2014 | Soczi       | Slopestyle  | Jamie Anderson |

### Mistrzostwa świata
| Miejsce | Dzień       | Rok  | Miejscowość | Konkurencja | Zwycięzca       |
| ------- | ----------- | ---- | ----------- | ----------- | --------------- |
| 5.      | 18 stycznia | 2013 | Stoneham    | Slopestyle  | Spencer O’Brien |
| 20.     | 21 stycznia | 2015 | Kreischberg | Slopestyle  | Miyabi Onitsuka |
| 14.     | 24 stycznia | 2015 | Kreischberg | Big air     | Elena Könz      |

### Puchar Świata

#### Miejsca w klasyfikacji generalnej
- - AFU[2]
- sezon 2012/2013: 53.
- sezon 2013/2014: 40.
- sezon 2014/2015: 5.
- sezon 2015/2016: 62.
- sezon 2016/2017:

#### Miejsca na podium w zawodach Pucharu Świata
1. Stambuł – 20 grudnia 2014 (Big Air) - 1. miejsce